# Ворота Вазів на Вавелю
Ворота Вазів - найстаріші з трьох в'їзних воріт, що ведуть на Вавель . Вони розташовані між будівлями капітули та Катедральним собором . Є фрагментом укріплень Вавеля . Колись перед будівлею були: бастіон, ще одна брама та дві оборонні вежі, які були знесені у грудні 1824 року.

## Історія
Побудовані в 1591 році  на кошти Сигізмунда III Вази на місці готичної брами  . Це були єдині ворота, що вели на гору. Це змінилося в середині дев'ятнадцятого століття, коли було додано ще одні. У минулому оборона їх була посилена ще однією брамою п, яка була фланкована низьким бастіоном і круглою готичною вежею під назвою "turris minor" та іншою круглою вежею, побудованою трохи вище, поруч із "сепним" будинком (буд. Рорантистів) — усі ці будівлі були знесені в грудні 1824 року на вимогу сенаторів Вільного міста Кракова  . У 1827 році Вазівська брама була реконструйована, був зруйнуваний верхній фасад і прибудувано на його місці лоджію з трьома вікнами  . Відбудову відзначили пам’ятною дошкою. Близько 1890 року брама була знову відремонтована  .

## Архітектура
Триярусна брама з боку міста оздоблена рустом . Над проїздом воріт є вищезгадана табличка з написом латинською мовою: "SENATUS POPULUSQUE CRACOVIENSIS RESTITUIT MDCCCXXVII", що означає: "Сенат і люди Кракова відновили у 1827 р.". Зверху крита лоджія 1827 року  . Зсередини замок увінчує аттик, а портал прикрашають герби Польщі та Вазів. У стінах входу до брами збереглися три пошкоджені надгробки (зокрема єпископа Павла Дембського) та герби (Орла Польського та Одровонжа ) кінця XV ст., які прикрашали верхню частину будівлі скарбниці собору до 1895 року.

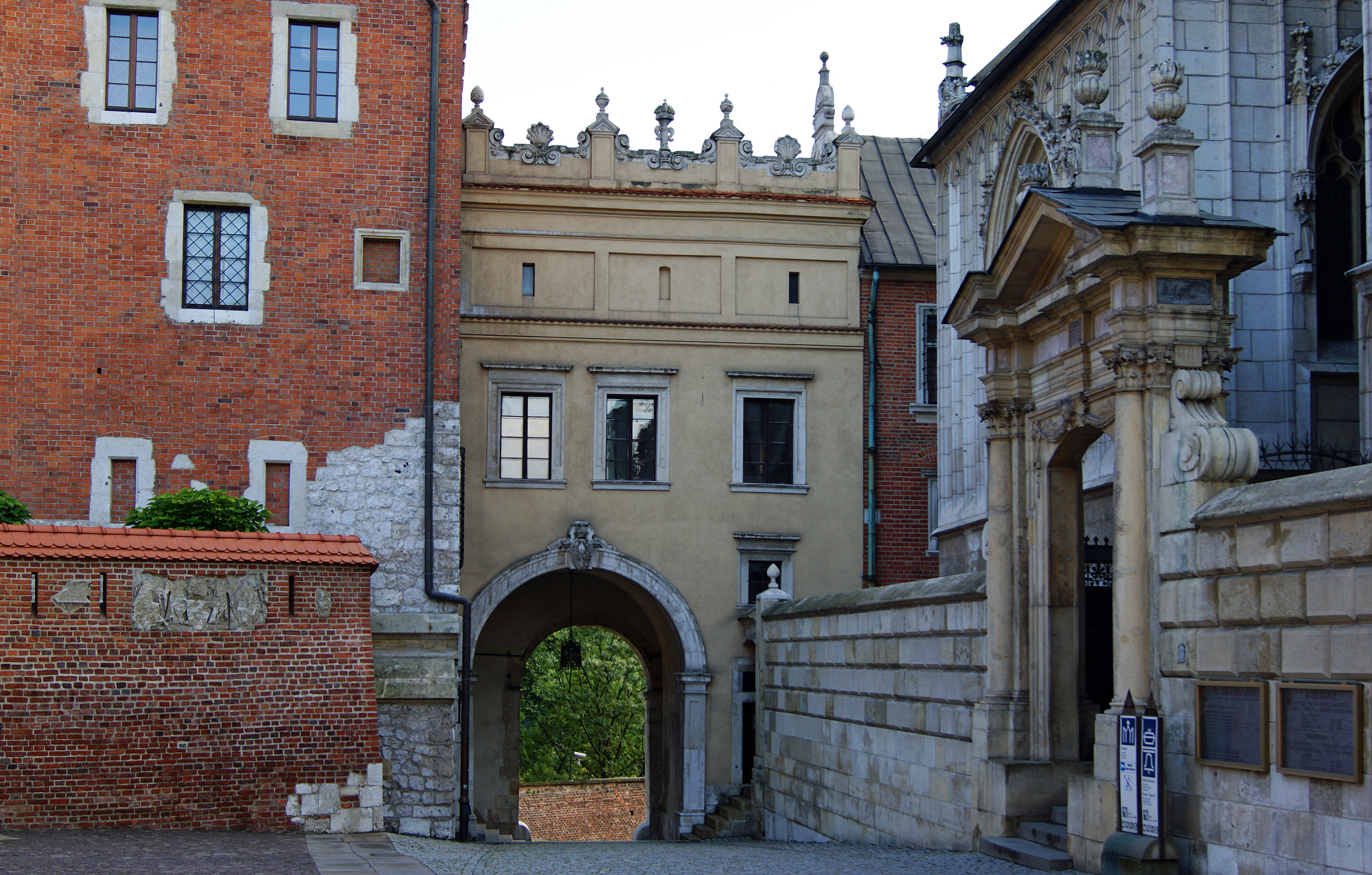
Вид з двору (з півдня).

## Виноски
1. ↑  Leszek Ludwikowski: Kraków i okolice. Przewodnik. Wydanie 3 uzup. Warszawa 1991 ISBN 83-217-2823-5
2. ↑  Brama Wazów na oficjalnej stronie Krakowa.
3. 1 2 3  Zbigniew Pianowski, Wawel obronny, Państwowe Zbiory Sztuki na Wawelu, Biblioteka Wawelska, Kraków 1991, s.122
4. ↑  Jerzy Banach, Ikonografia Wawelu, tom 1, Państwowe Zbiory Sztuki na Wawelu, Kraków 1977, s.102

## Зовнішні посилання
- Вазівська брама на офіційному сайті Кракова